# صوفيا (اسم)
صُوفِيَا اسم علم مؤنث، ذو أصول اليُونانِيّة القَديمة من مشتقات اسم صُوفِيَا: صُوفا، وصُوفي.

## أصل ومعنى الاسم
يدل الاسم صُوفِيَا، المشتقٌ أساساً من الكلمة اليُونانِيّة القَديمة (الإِغريقِيّة: Σoφíα) التي تعني: الحكمة / الحكيمة. وتُكتّب (بالرُّوسِيَّة:София) بنفسِ المعنَى اليُونانِيّ. إما في اللُّغة الهِنْدِيَّة (السّنسِكرِيتيّة: सोना) بِمعنّى الذَّهَب.

## في اللغات الأخرى
يُكتّب الاسم صُوفيَا بِعِدِّه طُرُق مثل:
- Fia السويدية
- Sofi الهولندية، الألمانية الدنيا
- Shafiyya, Safia, Sofia, Sophia الفارسية، الأردية
- Safiye التركية
- Safana/Sophi الفارسية
- Sofana المالطية
- Sophia الإنجليزية، البلغارية، الألمانية، الفلامون، اليونانية
- Sophie الفرنسية، الألمانية، الإنجليزية
- Sophio/Sopho الجورجية
- Sophy الإنجليزية
- Soffia الآيسلندية، الوِيلزية
- Sofia/Sofea البلغارية، الرومانية، الكتالانية، الإنجليزية، الفنلندية، الألمانية، اليونانية، الإيطالية، النَرْوِيجية، السويدية، البرتغالية، الإسبانية، الفلامون
- Sofía الإسبانية، الجورجية
- Sohvi الفنلندية
- Sofie الدنماركية، الهولندية، الألمانية، النَرْوِيجية، السويدية، الفلامون، الألمانية الدنيا
- Sofieke الهولندية
- Sofiia الأوكرانية، الروسية
- Sofija السلوفينية، الكرواتية، اللاتفية، الليتوانية، الصربية، الروسية
- Sofja الروسية
- Sofiya البلغارية، الروسية، الأوكرانية
- Sofya التركية
- Tzofia العبرية
- Zofia/Zosia البولندية
- Žofia السلوفاكية
- Žofie التشيكية
- Zofija السلوفينية
- Zofiya الجعزية
- Zsófia المجرية

## انظُر أيضاً
- اِسم.
- اِسم علم.
- اِسم (لُغة).
- اِسم شخصِيّ.
- صوفي (اسم)

## مَراجع
1. ↑  "Australia's 100 most popular baby names". Kidspot. 2 أبريل 2013. مؤرشف من الأصل في 2014-02-21. اطلع عليه بتاريخ 2014-01-10.